# Райхертсгайм
Райхертсгайм (нім. Reichertsheim) — громада в Німеччині, розташована в землі Баварія. Підпорядковується адміністративному округу Верхня Баварія. Входить до складу району Мюльдорф. Центр об'єднання громад Райхертсгайм.
Площа — 31,38 км2. Населення становить 1637 ос. (станом на 31 грудня 2020).

## Галерея

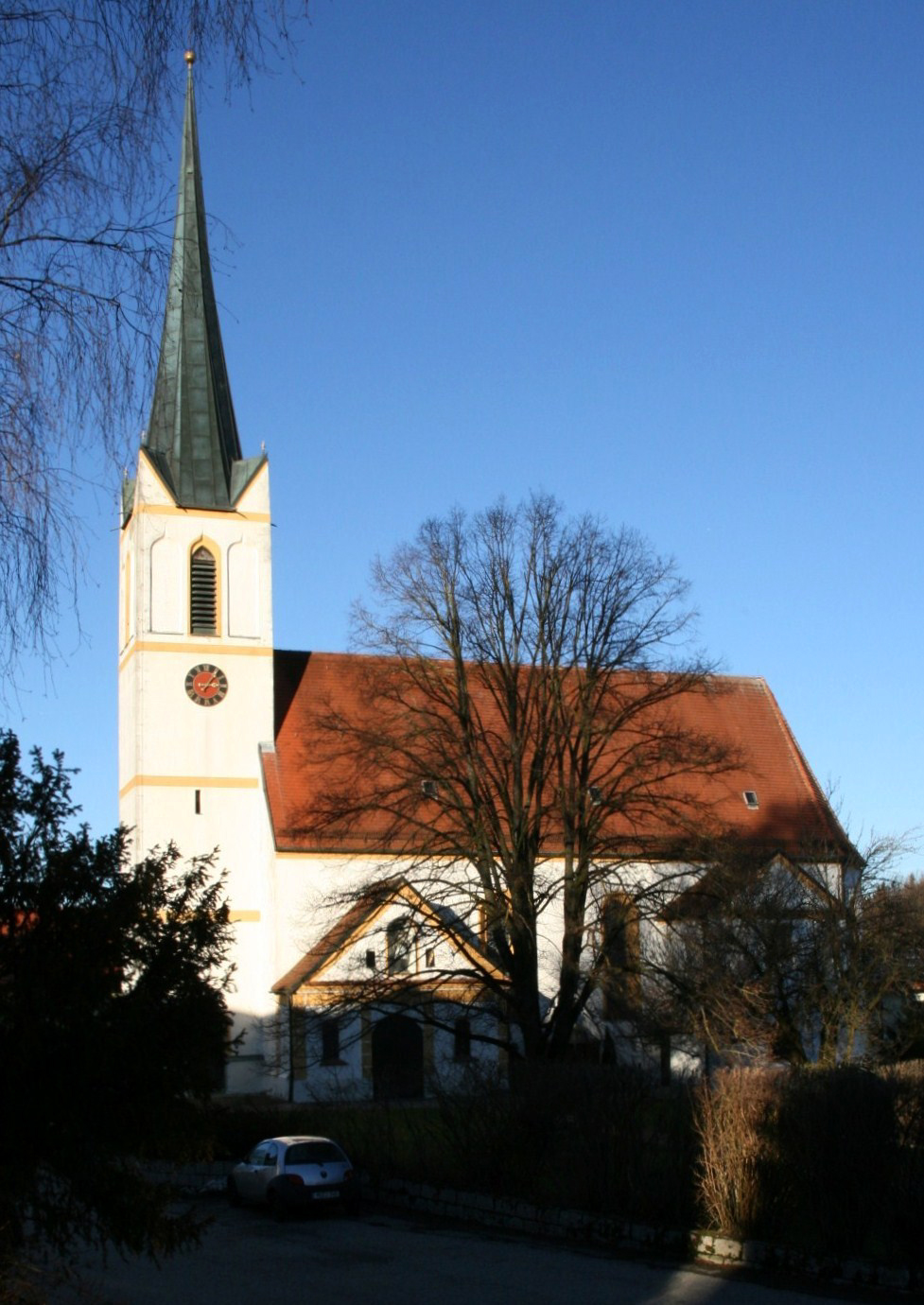